# Renewi Tour
Renewi Tour (tidligere kendt som Eneco Tour, BinckBank Tour og Benelux Tour) er et etapeløb på cykel i Holland og Belgien som for første gang blev arrangeret i 2005 som en del af UCI ProTour. Løbet erstatter Holland Rundt, og foregår i august.

## Vindere

### Samlede stilling
| År             | Vinder               | Toer                 | Treer                |        |
| -------------- | -------------------- | -------------------- | -------------------- | ------ |
| Eneco Tour     |                      |                      |                      |        |
| 2005           | Bobby Julich         | Erik Dekker          | Leif Hoste           |        |
| 2006           | Stefan Schumacher    | George Hincapie      | Vincenzo Nibali      |        |
| 2007           | José Iván Gutiérrez  | David Millar         | Gustav Larsson       |        |
| 2008           | José Iván Gutiérrez  | Sébastien Rosseler   | Michael Rogers       |        |
| 2009           | Edvald Boasson Hagen | Sylvain Chavanel     | Sebastian Langeveld  |        |
| 2010           | Tony Martin          | Koos Moerenhout      | Edvald Boasson Hagen |        |
| 2011           | Edvald Boasson Hagen | Philippe Gilbert     | David Millar         |        |
| 2012           | Lars Boom            | Sylvain Chavanel     | Niki Terpstra        |        |
| 2013           | Zdeněk Štybar        | Tom Dumoulin         | Andrij Hryvko        |        |
| 2014           | Tim Wellens          | Lars Boom            | Tom Dumoulin         |        |
| 2015           | Tim Wellens          | Greg Van Avermaet    | Wilco Kelderman      |        |
| 2016           | Niki Terpstra        | Oliver Naesen        | Peter Sagan          |        |
| BinckBank Tour |                      |                      |                      |        |
| 2017           | Tom Dumoulin         | Tim Wellens          | Jasper Stuyven       |        |
| 2018           | Matej Mohorič        | Michael Matthews     | Tim Wellens          |        |
| 2019           | Laurens De Plus      | Oliver Naesen        | Tim Wellens          |        |
| 2020           | Mathieu van der Poel | Søren Kragh Andersen | Stefan Küng          |        |
| Benelux Tour   |                      |                      |                      |        |
| 2021           | Sonny Colbrelli      | Matej Mohorič        | Victor Campenaerts   |        |
| 2022           | aflyst               | aflyst               | aflyst               | aflyst |
| Renewi Tour    |                      |                      |                      |        |
| 2023           | Tim Wellens          | Florian Vermeersch   | Yves Lampaert        |        |
| 2024           | Tim Wellens          | Alec Segaert         | Per Strand Hagenes   |        |

### Andre konkurrencer
| År   | Pointkonkurrence     | Bjergkonkurrence     | Ungdomskonkurrence   | Holdkonkurrence         | Fighterkonkurrence  |
| 2021 | Danny van Poppel     | -                    | -                    | Bahrain Victorious      | Arjen Livyns        |
| 2020 | Mads Pedersen        | -                    | -                    | Alpecin-Fenix           | Kenneth Van Rooy    |
| 2019 | Sam Bennett          | -                    | -                    | Team Sunweb             | Baptiste Planckaert |
| 2018 | Zdeněk Štybar        | -                    | -                    | Quick-Step Floors       | Elmar Reinders      |
| 2017 | Peter Sagan          | -                    | -                    | Trek-Segafredo          | Piet Allegaert      |
| 2016 | Peter Sagan          | -                    | -                    | Etixx-Quick Step        | Bert Van Lerberghe  |
| 2015 | André Greipel        | -                    | -                    | Lotto-Soudal            | Gijs Van Hoecke     |
| 2014 | Tom Dumoulin         | -                    | -                    | Garmin-Sharp            | Kenneth Vanbilsen   |
| 2013 | Lars Boom            | -                    | -                    | Omega Pharma-Quick Step | Laurens De Vreese   |
| 2012 | Giacomo Nizzolo      | -                    | -                    | Omega Pharma-Quick Step | Laurens De Vreese   |
| 2011 | Edvald Boasson Hagen | -                    | Edvald Boasson Hagen | Team RadioShack         | -                   |
| 2010 | Edvald Boasson Hagen | -                    | Tony Martin          | Rabobank                | -                   |
| 2009 | Edvald Boasson Hagen | -                    | -                    | Rabobank                | -                   |
| 2008 | Jürgen Roelandts     | Floris Goesinnen     | -                    | Team Columbia           | -                   |
| 2007 | Mark Cavendish       | Martin Pedersen      | -                    | Quick Step-Innergetic   | -                   |
| 2006 | Simone Cadamuro      | -                    | Stefan Schumacher    | Liquigas                | -                   |
| 2005 | Allan Davis          | Christian Vandevelde | Thomas Dekker        | Liberty Seguros-Würth   | -                   |